# Crypsiprora
Crypsiprora is een geslacht van vlinders van de familie spinneruilen (Erebidae), uit de onderfamilie Calpinae.

## Soorten
- C. cyclispila Turner, 1932
- C. ophiodesma Meyrick, 1902
- C. oxymetopa Turner, 1941
- C. transversilinea Turner, 1942